# Festschmierstoff
Festschmierstoffe oder Trockenschmierstoffe verringern die Reibung durch die enthaltenen Partikel bzw. Plättchen, die leicht aufeinander gleiten. 
Häufig werden Graphit und Molybdändisulfid (MoS2) eingesetzt, daneben auch feinst verteilte Nichteisenmetalle, Keramikpartikel (Titannitrid) oder Kunststoffe wie PTFE (Teflon). Als Weichmetalle eignen sich z. B. Aluminium, Kupfer, Blei, Indium, Zinn, bei höheren Temperaturen auch Gold, Platin und Silber.
Diese Schmierstoffe werden oft als Zusatz für Schmierfette und an thermisch hochbelasteten Schmierstellen eingesetzt.
Als Trennmittel verbessern Festschmierstoffe die Notlaufeigenschaften. 
Heißschrauben-Compounds vermindern z. B. als Montagepasten die Gefahr des Verblockens durch Korrosion oder Kaltverschweißung der blanken Metalloberflächen von Auspuff- oder Zündkerzengewinden oder sie halten Verschraubungen von Fahrzeugbremsen gängig, ohne bei Erhitzung auf den Belag zu fließen. 
Graphit, MoS2 und Keramikpulver werden auch als Zusätze zum Motoröl angeboten. Die Motorenhersteller erteilen für diese Zusatzstoffe jedoch häufig keine Freigabe. 
In der Fahrzeugtechnik wurde oft Kupferpaste für Zündkerzengewinde und zur Montage von Scheibenbremssätteln verwendet. Vorzuziehen wäre jedoch die Verwendung von aluminium- oder graphithaltigen Festschmierstoffen, da Bremssättel und Zylinderköpfe meist aus Aluminium bestehen, so dass unter dem Einfluss von Feuchtigkeit zusammen mit Kupfer Bimetallkorrosion auftreten könnte, wenn das als Bindemittel enthaltene Fett durch Hitzeeinwirkung verbrennen sollte. 
Festschmierstoffe werden zur Schmierung von Wälzlagern verwendet, wenn besondere Einsatzbedingungen (z. B. Vakuum, hohe Temperaturen, Fliehkräfte, ionisierende Strahlung in Kern- und Raumfahrttechnik) eine Ölschmierung unmöglich machen.
Mit MoS2 beschichtete Geschosse werden verwendet, um den Laufverschleiß von Sportwaffen zu verringern und die Mündungsgeschwindigkeit zugunsten einer höheren Präzision zu erhöhen.